# 全ロシア・ソビエト会議
全ロシア・ソビエト会議（ぜんロシア・ソビエトかいぎ）・全ロシア・ソビエト大会（ぜんロシア・ソビエトたいかい、ロシア語: Всероссийский съезд Советов）は、1917年のロシア革命で形成された各地のソビエトの全国大会。1918年からロシア・ソビエト連邦社会主義共和国の最高統治機関となる1917年から1936年まで徐々に発展した。1918年ロシア・ソビエト連邦社会主義共和国憲法はソビエト連邦憲法の原則を定義し（改正し）平和条約を批准する義務と共に議会は少なくとも年2回開催されることを義務づけた。独占的にソビエト議会（最高統治機関）を作る十月革命は1918年の臨時政府を追放した。この議会は1922年の建国後に全ソビエト連邦を統治するソビエト大会とは異なる。
最初期の存続期間については議会は民主的な組織であった。ロシア各地に付近の住民が参加できる各地の民主的な運営組織である数百のソビエトがあった。ソビエトは議会に代表を選出し、結果として最高決議を行う議会が全国的な意志決定機関となった。議会の会議に代表を送る数個の政党があり、それぞれがソビエトでの自党の影響力を増すために戦った。しかし内戦が拡大するとヨシフ・スターリンの台頭が事実上この状況を固定化し議会を決定的に形式的承認機関にすると共にソビエトの権威は次第に低下した。議会は都市の会議（有権者2万5000人に一人の代表）と各州（オブラスティ）と自治共和国の会議（住民12万5000人当たり一人）の代表で形成された。
議会の執行権は全露中央執行委員会の選出やロシア・ソビエト連邦社会主義共和国憲法の施行と憲法修正、中央執行委員会が提案した修正への賛成、自治州憲法への賛成を含んでいた。他の点では議会と中央執行委員会には同じ権限があった。ソ連と各共和国段階では初めてソビエトへの間接選挙が最高立法機関としての最高会議と共にあらゆる段階で直接選挙に置き換わった1936年-1937年の憲法改革の最後に存在しなくなった。

## 歴史

### ソビエトの起源
最初のソビエトはロシア第一革命で大衆のストライキに占領されたこの都市の労働者の評議会（ソビエト）として現れた。このストライキに参加している企業はこの評議会に共同活動を組織する代表を派遣した。様々な地域でこの評議会は「労働者代表ソビエト」や「代表会議」、「代表会議」、「被選挙人委員会」などのような異なる名称を用いた。1905年10月までに「労働者代表ソビエト」の方が一般的になった。他の地域の労働者代表ソビエトの例に引き続き労働者ソビエトや水兵ソビエト、兵士代表ソビエト、労働者と農奴代表ソビエト、農奴代表ソビエトが現れていた。
元々このソビエトは大衆的な政治組織であった。
社会主義政党にとってソビエトの出現は予期せぬ出来事で、それぞれが代表を派遣しようと奮闘した。メニシェヴィキと社会革命党はこのソビエトをストライキ委員会か各地の自治政府当局と見ていた。ボリシェヴィキはその中に国内に独裁を導入できる助けのある権限を見ていた。1905年にウラジーミル・レーニンは政治的関係において労働者代表ソビエトは各地の革命政府の核心（ゲルム）と見るべきであると記した。
1917年にウラジーミル・レーニンは四月テーゼで「全権力をソビエトに！」という有名なスローガンを掲げた。2月革命の後でレーニンはロシアには二重権力がブルジョア権力（ロシア臨時政府）と革命的大衆（ソビエト）の権力として存在すると考えた。ロシアの他の政党は全てソビエトは一時的な公の権力であり全露憲法制定会議に向けた選挙を準備しているために二重権力は存在しないと考えた。
ソビエトにボリシェビキをはめ込むことで（ソビエトのボリシェビキ化）1998年の憲法改革まで存在したソビエト社会主義共和国連邦における共産主義ソビエトの国家権力体制を作り上げた。自身の中に共産党の独裁とソビエトの権力（評議会）を組み合わせたレジームであった。このような結合の仕組みは理論上はウラジーミル・レーニンにより設計され、ボリシェビキにより実践された。共産主義ソビエトの権力体制では一党独裁（職業的革命運動）はソビエトの人民主権（人民の支配）により隠され、従って公式にはレジームはソビエト権力と呼ばれた。

### 主要会合

#### 会議
2月革命に続いて1917年4月11日-16日にペトログラートで全露労働者・兵士代表ソビエト会議が行われた。
会議には139のソビエト、13の後方守備隊、通常部隊の7個部隊、26の個々の前線部隊から480人の代表が参加した。
議題には次のものがあった。
- 戦争に対する判断
- ロシア臨時政府に対する判断
- 組織問題
- 革命軍の組織
- ロシア憲法制定会議に向けた準備
- 食糧問題
- 土地問題
- 農奴の生活問題
- 労働者の問題
- その他

少数派はメニシェヴィキと社会革命党から成っていた。ボリシェヴィキは議題の主要点についての決議案を提出した。
メニシェヴィキ・社会革命党のペトログラートソビエト執行委員会から提示されたむしろ自己防衛的な戦争に関する決議案で会議は案は攻撃的な目的を禁じているとして（3月28日の）戦争に関する臨時政府の宣言を修正した。レフ・カーメネフが語っていたボリシェヴィキを代表してボリシェヴィキは臨時政府と各地の当局に対する革命的民主主義の「支配と影響」に関する決議を加えると自分達の決議案を取り除きメニシェヴィキ・社会革命党の決議に賛成投票することで「まずい立場」になった。8時間労働の立法化の必要性を認めながら会議は革命的手法で即座に立法化することに関して労働者を呼ばなかった。農奴と土地問題に関して会議は全ての私有地からの根拠のない疎外と労働者への移行のために憲法制定会議での支援についての決議を採択したが、従って土地所有者の持つ土地を取り上げながら「各地の土地問題の恣意的な決議」に反対しながら語った。
1917年4月16日に会議は第1回全露労働者・兵士代表ソビエト議会の開催まで全国のソビエトの中央機関にこの方法で変更しながらオブラスティからの代表10人と陸海軍からの代表6人をペトログラートソビエト執行委員会に選出した。1917年4月17日にウラジーミル・レーニンは四月テーゼをこの会議に概説する戦争と革命に関する報告を行った。同じ日に参加するボリシェヴィキとメニシェヴィキの合同会議で報告を繰り返した。

#### 第1回議会
第1回全露労働者・兵士代表ソビエト議会（1917年6月16日-7月7日）が全国ソビエト会議により開催された。政府寄りの政党（社会主義革命運動など）に牛耳られロシア臨時政府の優位を確認した。
1090人の代表がいて、305人の労働者・兵士・農奴のソビエトの代表と53人の地方ソビエトの代表として選出されて822人が活動していた。従って党別の代表の内訳は社会革命党が285人、メニシェヴィキが248人、ボリシェヴィキが105人、メニシェヴィキ国際派が32人、その他であった。投票権は少なくとも2万5000人を含むこのソビエトに与えられ、1万人から2万5000人までのそれぞれの代表が地元の問題や雇用についてのソビエトのために演説するよう依頼された。

#### 第2回議会
党派別第2回議会における代表の割合（推計を含む）
十月革命でロシア臨時政府が打倒されたのに続いて第2回全露労働者・兵士代表ソビエト議会（1917年11月7日-9日）は国家権力を革命的に移行することを承認した。318の地域ソビエトを代表しながら649人の代表が議会に選出され、390人がボリシェヴィキ、約100人が左派社会革命党、約60人がエスエル、72人がメニシェヴィキ、14人が社会革命連合国際派、6人がメニシェヴィキ国際派、他の党派から7人であった。議会の初日に社会革命党は左派社会革命党と右派社会革命党の2派に分裂した。また初日にはメニシェヴィキ代表と右派社会革命党は抗議のために退場した。505人の代表がソビエトへの権力移行に賛成票を投じた。全露中央執行委員会と人民委員会議がウラジーミル・レーニンを議長に指名して議会により選出され、従ってレーニンは政府の代表となった。議会の開会に当たりレーニンは「ソビエト政府は全ての国への即時民主的平和と全ての前線における即時停戦を提案する」とする演説を行い、時に「土地布告」と「平和に関する布告」と呼ばれるものを発しながら「革命よ永遠なれ！」を宣言した。

#### 第3回議会
第3回全露労働者・兵士・農奴代表ソビエト議会（1918年1月23日-31日）は加えて軍の委員会や軍団の委員会、師団の委員会の110人と共に317の労働者や兵士、農奴のソビエトからの代表が出席した。ボリシェヴィキは707人の代表の内441人を占めた。4日目の1月26日に第3回全露農奴代表ソビエトにいた更に多く代表が到着した。終了までに1587人の代表がいた。
議会には他の党派（右派社会革命党やメニシェヴィキなど）から加わった代表と共に10人のボリシェヴィキと3人の左派社会革命党からなる最高会議常任幹部会があった。
スイス、ルーマニア、スエーデン、ノルウェーの社会民主党やイギリスの社会党、アメリカの社会党は連帯のメッセージを送った。
憲法制定会議が全露中央執行委員会の命令で廃止されて間もなくのこととして議会はソビエト政府の新たに制定された布告や法律全てから来たるべき制憲会議に言及するものを削除することを議決した。
議会は次のものを受け取った。
- 全露中央執行委員会（英語版）の活動に関するヤーコフ・スヴェルドロフの報告
- 人民委員会議の活動に関するウラジーミル・レーニンの報告
- 新生ソビエト国家にとっての連邦の基本政策と民族政策に関する民族問題人民委員部からのヨシフ・スターリンの報告。民族政策は了承された。

メニシェヴィキと右派社会革命党、メニシェヴィキ国際派はボリシェヴィキが可決した内政政策と外交政策への反対を示すのに議会を利用した。
勤労人民と搾取される人民の権利宣言は可決されこの宣言はソビエト憲法の基本となることになった。ロシア人民の自由連合の基本に則りロシア・ソビエト連邦社会主義共和国を建国することも合意された。
議会は土地の再分配と国有化の基本条項を施行する土地に関する布告にも賛成した。

#### 第4回議会
第4回臨時全露ソビエト議会（1918年3月14日-16日）でブレスト＝リトフスク条約が批准された。このことはボリシェヴィキと条約への反対票を投じ閣僚が反対してソヴナルコムを辞任した左派社会革命党の間に亀裂を生じた。

#### 第5回議会
第5回全露労働者・農奴・兵士・赤軍代表ソビエト議会は1918年7月4日-10日に行われた。「市民を軍務に関わらせ18歳-40歳の健康な男性全員に志願を義務づける」布告とロシア内戦において赤軍のために戦うことが議決された。
左派社会革命党は全議席1132議席の内で745議席のボリシェヴィキに対して352人の代表を擁していた。左派社会革命党は対抗政党の抑圧や死刑、主にブレスト＝リトフスク条約への反対を強めた。左派社会革命党の暴動がこの議会中に発生した。その抑圧はソビエト議会への左派社会革命党の参加に終止符を打った。

#### 第6回議会
第6回臨時全露労働者・農奴・コサック・赤軍代表ソビエト会議が1918年11月6日-9日に開催された。

#### 第7回議会
第7回全露労働者・農奴・コサック・赤軍代表ソビエト議会が1919年12月5日-9日に開催された。この年ソビエトロシアの外交政策に関する報告が議会に提出され、レフ・トロツキーがロシア内戦におけるソビエトの軍事構築と前線に関する報告を読み上げた。

#### 第8回議会
正式には第8回全露労働者・農奴・赤軍・コサック代表ソビエト議会と呼ばれる会議は1920年12月22日-29日に開催された。グレプ・クルジジャノフスキイがゴエルロ計画に関する報告を発表したのはこの会議であった。これはロシアの産業の重要な電化に焦点を当てた最初の経済計画であった。レーニンは続くボリシェヴィキ代表の予備合同会議でトロツキイの小冊子労働組合の役割と任務を批判した。議会は新たな委員会ポセフコムイも設置した。

#### 第9回議会
第9回全露ソビエト議会はモスクワで1921年12月23日-28日に開催された。1630人が投票権を持つ1991人の代表が出席した。

#### 第10回議会
第10回全露ソビエト議会はモスクワで1922年12月23日-27日に開催された。1727人の代表と488人の来賓が参加した。この会議で488人はボリシェヴィキが支配するウクライナや白ロシア、南コーカサスから参加し、ヨシフ・スターリンはロシア・ソビエト連邦社会主義共和国とウクライナ・ソビエト社会主義共和国、白ロシア・ソビエト社会主義共和国、ザカフカース社会主義連邦ソビエト共和国のソビエト連邦への合体を発表し、議会の支持を得た。議会への演説で最後の言葉としてスターリンは「同志諸君、連邦共和国を建国することで国際的な資本主義に対する頼りになる防波堤を作り新しい連邦国家は世界のソビエト社会主義共和国に全世界の勤労人民に向けた決定的な一歩となることに希望を持とう」と言った。

#### 第11回議会
第11回全露ソビエト議会はモスクワで1924年1月19日-29日に開催された。1143人が投票権を持つ中で1637人の代表が参加した。

#### 第12回議会
第12回全露ソビエト議会はモスクワで1925年5月7日-16日に開催された。1084人が投票権を持つ中で1634人の代表が参加した。

## 参照
1. ↑  『全ロシア・ソビエト大会』 - コトバンク
2. ↑  Constitution (Fundamental Law) of the RSFSR
3. ↑  Jerry F. Hough, Merle Fainsod, How the Soviet Union is Governed, US: Harvard College, 1979, reprint, p. 50-51 61–63, 67–68, 73, 81–84.
4. ↑  Models of Democracy, David Held, p. 225. 「スターリン主義は1917年10月にレーニンの指導の下でソビエト連邦に短期間導入された急進的な労働者の民主化の可能性を破壊した」
5. 1 2 3 4 5 6 7 8  Kulchytskyi, S. Soviets of workers', peasants', and soldiers' deputies of toilers, people's deputies (РАДИ РОБІТНИЧИХ, СЕЛЯНСЬКИХ І СОЛДАТСЬКИХ ДЕПУТАТІВ, ДЕПУТАТІВ ТРУДЯЩИХ, НАРОДНИХ ДЕПУТАТІВ). Encyclopedia of History of Ukraine
6. 1 2 3 4 5 6 7  Kulchystskyi, S. Communist-Soviet system of state power in the USSR: creation, basic stages of development, collapse (КОМПАРТІЙНО-РАДЯНСЬКА СИСТЕМА ДЕРЖАВНОЇ ВЛАДИ В СРСР: ТВОРЕННЯ, ОСНОВНІ ЕТАПИ РОЗВИТКУ, КРАХ). Encyclopedia of History of Ukraine
7. ↑  All-Russian conference of Soviets of workers and soldiers deputies (Всероссийское совещание Советов рабочих и солдатских депутатов). Great Soviet Encyclopedia.
8. ↑  Leonard Schapiro, The Origin of the Communist Autocracy: Political Opposition in the Soviet State First Phase 1917–1922, Second Edition, New York: MacMillan Press, 1977, p. 41, 363.
9. ↑  First All-Russian Congress of Soviets of Workers' and Soldiers' Deputies, Saint Petersburg Encyclopaedia. A. M. Kulegin.
10. ↑  First All-Russian Congress of Soviets: Composition of the First All-Russian Congress of Soviets, June 26, 1917, Rech’, 26 June 1917; Frank Golder, ed., Documents of Russian History, 1914–1917 (New York: The Century Co., 1927), pp. 360–361.
11. ↑  Vladimir Lenin, First All Russia Congress of Soviets of Workers' and Soldiers' Deputies, June 3–24 (June 6 – July 7), 1917; V. I. Lenin, Collected Works, 4th English Edition, Progress Publishers, Moscow, 1974, Vol. 25, pp. 15–42. Translated from the Russian, Edited by Stephan Apresyan and Jim Riordan.
12. ↑  Leonard Schapiro, The Origin of the Communist Autocracy: Political Opposition in the Soviet State First Phase 1917–1922, Second Edition, New York: MacMillan Press, 1977, p. 54, 58, 64, 363.
13. 1 2  All-Russian Congress of Workers' and Soldiers' Soviet Deputies, Second. A. M. Kulegin. Encyclopaedia of St. Petersburg.
14. ↑  All-Russian Congress of the Soviet, Marxist Internet Archive.
15. ↑  Vladimir Lenin, "To Workers, Soldiers, and Peasants!"
16. ↑  Vladimir Lenin, "Report on peace; delivered at the Second All-Russian Congress of Soviets of Workers' and Soldiers' Deputies, October 26 (November 8) 1917," Internet Archive.
17. ↑  Jonathan D. Smele, Historical Dictionary of the Russian Civil Wars, 1916–1926, Lanham, MD: Rowman & Littlefield, 2015, p. xxii, 156, 287, 447, 591, 593, 848, 971, 1055, 1177.
18. ↑  Leonard Schapiro, The Origin of the Communist Autocracy: Political Opposition in the Soviet State First Phase 1917–1922, Second Edition, New York: MacMillan Press, 1977, p. 363.
19. ↑  The 3rd All-Russian Congress of Soviets completed its work, Yeltsin Presidential Library, January 31, 1918.
20. ↑  Jonathan D. Smele, Historical Dictionary of the Russian Civil Wars, 1916–1926, Lanham, MD: Rowman & Littlefield, 2015, p. 317-318.
21. ↑  Third All-Russian Congress of Soviets of Workers', Soldiers' and Peasants' Deputies (January 23–31, 1918) accessed 2 October 2010
22. ↑  Extraordinary Fourth All-Russia Congress Of Soviets (March 14–16, 1918) accessed 2 October 2010
23. ↑  Jonathan D. Smele, Historical Dictionary of the Russian Civil Wars, 1916–1926, Lanham, MD: Rowman & Littlefield, 2015, p. xxvii, 227.
24. ↑  Mawdsley, Evan. The Russian Civil War p. 40.
25. ↑  Jonathan D. Smele, Historical Dictionary of the Russian Civil Wars, 1916–1926, Lanham, MD: Rowman & Littlefield, 2015, p. xxx, 39, 315, 670–671, 751.
26. ↑  Jonathan D. Smele, Historical Dictionary of the Russian Civil Wars, 1916–1926, Lanham, MD: Rowman & Littlefield, 2015, p. 933.
27. 1 2 3  Leonard Schapiro, The Origin of the Communist Autocracy: Political Opposition in the Soviet State First Phase 1917–1922, Second Edition, New York: MacMillan Press, 1977, p. 364.
28. ↑  British Socialist Party, The foreign policy of Soviet Russia : report submitted by the People's Commissariat for Foreign Affairs to the Seventh All-Russian Congress of Soviets, Nov. 1918 to Dec. 1919, University of Warwick.
29. ↑  Leon Trotsky, Our military construction and our fronts; report read at the 7th All-Russian Congress of Soviets of Workers, Peasants, Red Army and Labour Cossacks Deputies on the 7th of December 1919, Moscow: Executive Committee of the Communist International, 1920, Internet Archive.
30. ↑  Jonathan D. Smele, Historical Dictionary of the Russian Civil Wars, 1916–1926, Lanham, MD: Rowman & Littlefield, 2015, p. xlv, 1295.
31. ↑  Lenin, Vladimir. “The Trade Unions, The Present Situation And Trotsky's Mistakes”. Lenin’s Collected Works, 1st English Edition, Progress Publishers, Moscow, 1965, Volume 32, pages 19–42.   Progress Publishers. 2013年12月27日閲覧。
32. ↑  Lih, Lars T. (1990). “The Bolshevik Sowing Committees of 1920: Apotheosis of War Communism?” (英語). The Carl Beck Papers in Russian and East European Studies (83):  26. doi:10.5195/CBP.1990.42.
33. ↑  "Ninth All-Russian Congress of Soviets," Great Russian Encyclopedia, 1979.
34. ↑  "Tenth All-Russian Congress of Soviets," Great Russian Encyclopedia, 1979.
35. ↑  Formation of the Union of Soviet Socialist Republics.
36. ↑  "THE UNION OF THE SOVIET REPUBLICS (Report Delivered at the Tenth All-Russian Congress of Soviets, December 26, 1922)". Stalin, J. V.. in: Stalin, J. V.. Works (Volume: 5 - 1921-1923) (1st ed.). Moscow: Foreign Languages Publishing House. p. 158; also transcribed version in: “The Union of the Soviet Republics Report Delivered at the Tenth All-Russian Congress of Soviets, December 26, 1922”. Marxists Internet Archive. 2020年4月29日閲覧。
37. ↑  "Eleventh All-Russian Congress of Soviets," Great Russian Encyclopedia, 1979.
38. ↑  "Twelfth All-Russian Congress of Soviets," Great Russian Encyclopedia, 1979.